# Midsommarkransen (metrostation)

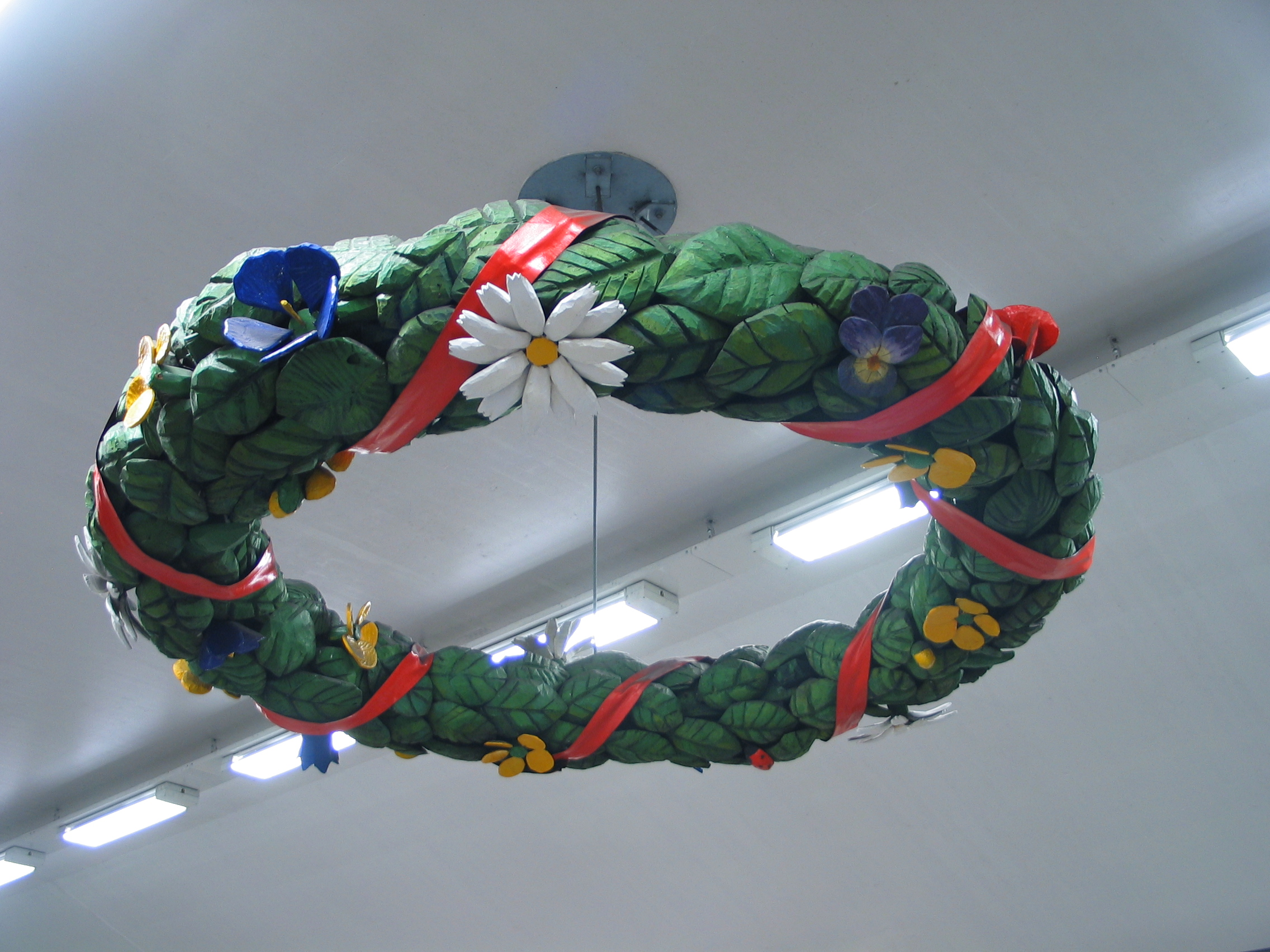
De midzomerkrans aan het plafond

Midsommarkransen is een metrostation in de Zweedse hoofdstad Stockholm in het stadsdeel Hägersten-Liljeholmen aan lijn T14 van de rode route van de metro en ligt 4,6 spoorkilometer van het centraal gelegen metrostation Slussen.  

## Geschiedenis
De buurt Midsommarkransen was met het centrum verbonden met tramlijn 17 naar Slussen. Door stadsuitbreidingen aan de zuid-westkant werd de tram in 1938 verlengd naar Telefonplan. Na het metrobesluit van 1941 volgde een verdere verlenging naar het westen in de vorm van een premetrotraject. Na de opening van de groene route in 1950 werd de bouw van de rode route ter hand genomen. Het eerste deel hiervan werd op 5 april 1964 geopend als vervanging van tramlijn 17. Hierbij werd de bovengrondse tramlijn in Midsommarkransen vervangen door een ondergronds metrostation.

## Metro
Het metrostation ligt tussen de 17 en 24 meter diepte onder de Svandammsvägen en Övre Bergsvägen. De toegang tot het perron ligt in een voetgangerstunnel tussen de Tegelbruksvägen aan de noordkant en de Svandammsvägen aan de zuidkant. Sinds 1979 hangt een beschilderde houten Midzomerkrans aan het plafond. Daarnaast is het station opgesierd met het kunstwerk "Bloemen naar Midsommarkransen" van Lisbet Lindholm en houtreliëfs van Dag Wallin. Deze reliëfs op de wanden bij de perrons beelden de midzomernacht uit met de thema's: 
- hemel en aarde
- leven en water
- heidendom en fallische cultus
- midzomer en magie

Fruängen·
Västertorp·
Hägerstensåsen·
Telefonplan ·
Midsommarkransen ·
Liljeholmen ·
Hornstull ·
Zinkensdamm ·
Mariatorget ·
Slussen ·
Gamla Stan ·
T-Centralen ·
Östermalmstorg ·
Stadion ·
Tekniska högskolan ·
Universitetet ·
Bergshamra ·
Danderyds sjukhus ·
Mörby centrum